# Lynx (film)
Pour les articles homonymes, voir Lynx et Lynx (homonymie).
Pour plus de détails, voir Fiche technique et Distribution.
Lynx est un film documentaire franco-suisse écrit et réalisé par Laurent Geslin, sorti en 2021. Il parle de la vie d'une famille de lynx dans les montagnes jurassiennes.

## Synopsis
Dans le Jura suisse, un lynx boréal mâle et une femelle se rencontrent. Une portée de trois petits nait le printemps suivant. Les deux petits mâles ne vivront que quelques mois ; l'un d'eux sera tué par un braconnier, malgré son statut d'espèce protégée, l'autre tué par un automobiliste. La mère sera capturée par des scientifiques qui la relâcheront dans une autre région, afin d'assurer la survie de l'espèce en évitant la consanguinité. La jeune femelle se retrouve seule. Elle va devoir chercher un territoire, dans une région où l'emprise humaine laisse peu d'espace à la nature, et trouver un mâle pour se reproduire. 

## Fiche technique
- Titre original : Lynx
- Réalisation, scénario et photographie : Laurent Geslin
- Musique : Armand Amar et Anne-Sophie Versnaeyen
- Son : Boris Jollivet
- Montage : Laurence Buchmann
- Production : Florence Adam
  - Production associée : Matthieu Henchoz
  - Coproduction : Jean-Pierre Bailly, Stéphane Millière
- Sociétés de production : JMH & FILO Films, MC4
- Sociétés de distribution : JMH Distributions (Suisse), Gebeka Films (France)
- Pays de production :  Suisse,  France
- Format : couleur
- Genre : documentaire
- Durée : 82 minutes
- Dates de sortie :
  - Suisse : 3 août 2021 (Festival international du film de Locarno)[2],[3]
  - Suisse romande : 27 octobre 2021
  - France : 4 décembre 2021 (Villard-sur-Boëge)[4] ; 19 janvier 2022 (sortie nationale)

## Production
Le film a demandé une dizaine d'années de traque et de tournage.

## Accueil critique
Sur le site AlloCiné, le film obtient une note moyenne de 3.4/5, sur la base de 14 critiques. Coralie Schaub de Libération écrit : « C'est une grande goulée d'air pur, un ravissement pour les mirettes, des sons rares et étonnants qui titillent les esgourdes. En ces temps mornes et étouffants, foncez en salles vous faire chouchouter les sens et l'âme avec Lynx, un subtil documentaire réalisé par Laurent Geslin. » Dans L'Humanité, Vincent Ostria regrette « la musique élégiaque envahissante le montage très scénarisé, avec, par exemple, des champs-contrechamps artificiellement dramatisés, mais il reste la vérité du filmage, irréfutable, et la splendeur animale sans apprêt. » Les deux critiques s'accordent sur la difficulté à obtenir des images d'un animal si discret à l'état sauvage.